# Jedle nikkoská
Jedle nikkoská (Abies homolepis) je jehličnatý strom, původem z Japonska. Patří mezi velmi odolné jedle, dobře snášející městské podmínky.

## Synonymum
Abies brachyphylla.

## Popis
Stálezelený, jehličnatý, 30-40 m vysoký, kolem 6m široký, spíše pomaleji rostoucí (kolem 30 cm/rok) strom. Kmen 1-1,5 m v průměru. Koruna kuželovitá, na vrcholu zaoblená. Borka je hnědá od mládí drsná, nejdrsnější ze všech jedlí, šupinovitá, což je nejspolehlivější znak při determinaci. Letorosty žlutohnědé, rýhované. Pupeny vejčité, zaoblené. Jehlice 15-35 mm dlouhé a 2-3,5 mm široké, na konci okrouhlé, tmavozelené, vespod s dvěma bílými pruhy, hřebenitě uspořádané. Samčí šištice žluté, válcovité, samičí nachové, jednotlivé. Šišky 7-12 cm dlouhé a 3-4 cm široké, válcovité, ke koncům se zužující, zpočátku fialové, později hnědé, dozrávají v říjnu. Doba květu stromu je květen až červen.

## Výskyt
Východní Asie - střední a jižní Japonsko (pohoří Nikko na ostrově Honšú a ostrov Šikoku). V České republice se pěstuje v arboretech a jako okrasná dřevina.

## Ekologie
Strom roste ve vlhkých, horských podmínkách, v nadmořských výškách 700-2200 m. Půda vlhká, jílovitá, kyselá či neutrální. Jedle nikkoská snáší velmi dobře znečištění ovzduší. Nároky na světlo malé, dokáže růst i ve stínu.

## Zajímavosti
Tato jedle je považována za nejvíce odolnou ze všech jedlí vůči znečištění ovzduší v okolí měst. Má taktéž velmi odolný, bouřím dobře odolávající kořenový systém. Díky drsnému hnědému kmeni a celkovému habitu bývá laiky považována za smrk.

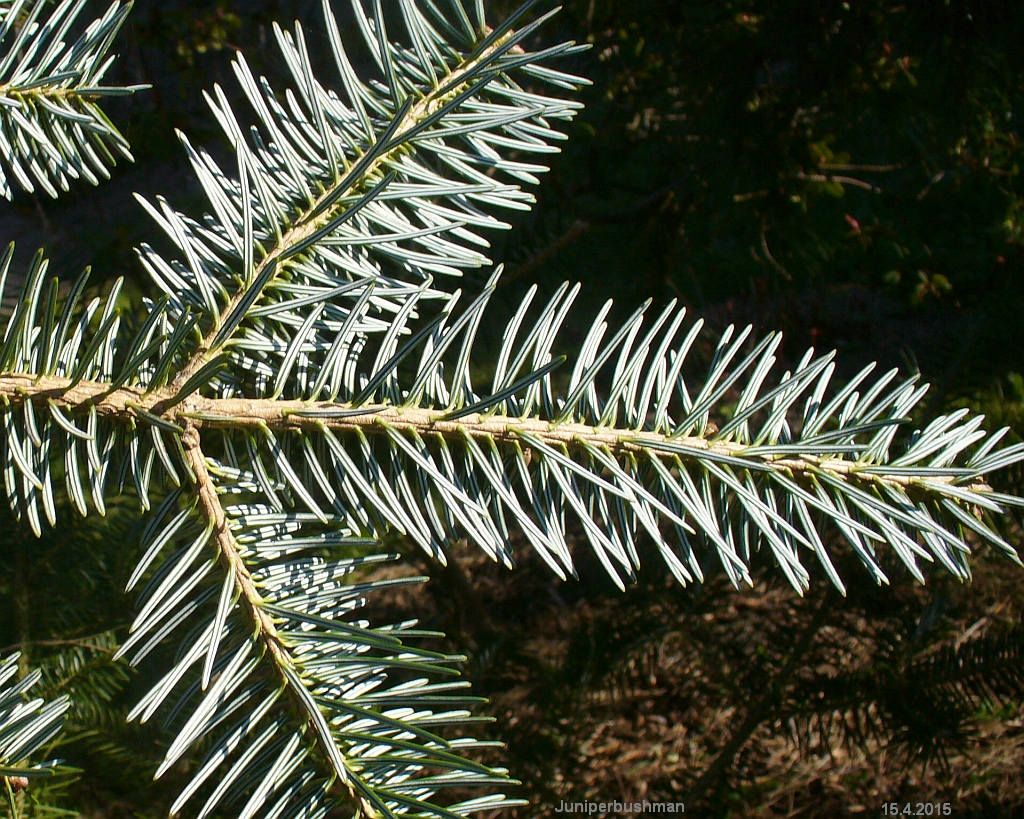
A. homolepis - Větvička zespodu s charakteristickým rýhováním letorostu.
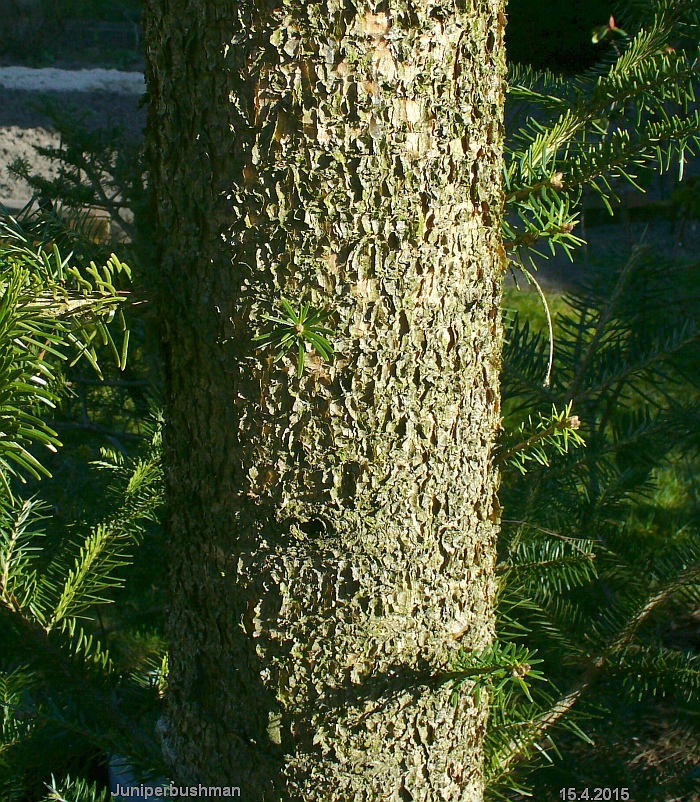
Charakteristický, od mládí drsně šupinatý kmen A. homolepis.